# Santa Cruz (Murcia)
Santa Cruz es una pedanía perteneciente al municipio de Murcia, en la Región de Murcia (España). Cuenta con una población de 2643 habitantes (INE 2022) y una extensión de 4,239 km². Se encuentra a 8 km del centro de Murcia.

## Geografía
Esta pedanía limita:

al norte con Cobatillas, Llano de Brujas y El Esparragal, 
al este, con El Raal y Alquerías, al oeste con Llano de Brujas,
al sur con Llano de Brujas y Los Ramos.
Esta pedanía está situada en el corazón de la Huerta de Murcia. Sus núcleos de población: Santa Cruz y San José Obrero.

## Historia
Durante el Trienio Liberal, en 1821, se erigió como municipio independiente, pero solo hasta el año 1844, en el que regresó al municipio de Murcia.
En 1987, una riada desbordó el Segura por varias zonas de Santa Cruz. Tras la aplicación del Plan Contra Avenidas se hizo una reducción o corta de meandros y ampliación del cauce del río, por lo que una parte territorial de la pedanía quedó en la margen derecha, que pasó a pertenecer a Alquerías.

## Edificios de interés
La iglesia de Santa Cruz fue construida en los años 50, siendo la del Barrio de San José Obrero de más moderna construcción. Uno de sus edificios más emblemáticos es la Ermita Vieja, situada junto al cauce del río Segura, y que fue construida en el siglo XVI. Se dice que es una de las Ermitas más antiguas de Murcia. La Ermita fue construida sobre las ruinas de un edificio Árabe.  Así mismo, también se debe destacar el Palacete de la Seda, en la Vereda del Catalán. Antiguamente allí se situaba una fábrica de hilado de seda, donde los huertanos de Santa Cruz y las pedanías de alrededor llevaban los capullos del gusano, siendo una parte importante de la economía de la zona. La fábrica cerró tras la llegada de sedas industriales en los sesenta. En los años 90 el edificio fue restaurado y ahora es un restaurante de lujo.

## Festividades
Las fiestas son en honor del Cristo de la Expiración, teniendo lugar a mediados de septiembre. También es destacable la Campana de Auroros, agrupación musical cuyos orígenes al parecer se remontan al siglo XVI, y cuyo nombre parece proceder de los cantos a la Virgen María en la Misa de la Aurora.

## Educación
Antiguamente había dos escuelas; una de niños y otra de niñas, hasta que se creó el Grupo Escolar Cristo de la Expiración en la plaza de la iglesia, para posteriormente trasladarlo a su actual sitio.
Aún se conserva el antiguo cartel del colegio en la fachada de los actuales salones parroquiales.

## Cultura
Hay una banda de tambores y cornetas de la Cofradía del Santísimo Cristo de la Expiración que saca una procesión en Jueves Santo (llamada la del silencio) en Semana Santa, donde recorre las calles de Santa Cruz.
Pueblo también de actores, ya que tienen dos grupos de teatro (niños y mayores), interpretan las obras en el Centro Municipal del pueblo.

## Deporte
Llegando al merancho, limitando con la orilla del azarbe hay un campo de fútbol de tierra (perteneciente al pueblo de santa cruz) de grandes dimensiones, donde un día se intentó formar un equipo de fútbol, hoy por hoy no existen las duchas, fueron derribadas.
Al final de la calle Polideportivo hay una pista de fútbol sala, otra pista para jugar al baloncesto, donde los jóvenes del pueblo van a visitarla y jugar un partido. Aunque está cerrada permanentemente y no se puede visitar ni jugar.

## Demografía
| 2,314                     | 2,375 | 2438 | 2,453 | 2,479 | 2,651 |
| (Fuente: INE [Consultar]) |       |      |       |       |       |